# Freiheitlich Türkisch-Deutscher Freundschaftsverein
Der Freiheitlich Türkisch-Deutsche Freundschaftsverein e. V. (HÜR-TÜRK) wurde 1979 mit Unterstützung der CDU und der türkischen Gerechtigkeitspartei (AP) des damaligen Ministerpräsidenten der Republik Türkei, Süleyman Demirel, in Bonn gegründet. Der Verein hatte in Deutschland rund 50 Ortsverbände. Hans Stercken, langjähriger CDU-Bundestagsabgeordneter, war bis zu seinem Tod Vorsitzender des Vereins.
Der Verein sieht sich als „Sammlungsbewegung der politischen Mitte und gegen jeglichen politischen Extremismus“ und wurde als Sprachrohr der Mutterlandspartei (ANAP), der Nachfolgepartei der AP, angesehen. Finanziert wurde der Verein durch Spenden und Mitgliedsbeiträge.
Schwerpunkt der Vereinsarbeit war die Verbesserung der deutsch-türkischen Verständigung, zum Beispiel durch Schüleraustauschprogramme und Hilfestellung für Jugendliche bei schulischen Themen. Zudem wurden Sprachkurse angeboten. Auch die Vertretung türkischer Migranten und die Stärkung ihrer Rechte in Deutschland, waren Ziele des Vereins.